# Sojaprotein (Unternehmen)
SojaProtein ist ein serbisches Lebensmittelunternehmen mit Hauptsitz in Bečej. Es stellt hauptsächlich Nahrungsmittel aus Sojabohnen her. Mit einer jährlichen Produktion von bis zu 250.000 Tonnen ist es der größte Sojaprodukthersteller des Landes und gehört zu den größten Produzenten in Europa.
SojaProtein produziert mit Hilfe des HACCP-Konzeptes unter Einhaltung international gebräuchlicher Managementstandards der Lebensmittelsicherheit, wie ISO 9001, ISO 14001, ISO 22000 und OHSAS 18001. Ebenfalls wendet es die Good Manufacturing Practice (GMP) an, die Richtlinien zur Qualitätssicherung der Produktionsabläufe und weitere. Es gehört zu den wenigen Unternehmen, die keine gentechnisch veränderten Sojabohnen verarbeiten. Auch nach Halāl- und Koscher-Standards wird produziert.
Das Unternehmen liefert seine Produkte nach ganz Europa (EU, CEFTA, EFTA), nach Russland, die Türkei und den restlichen Nahen Osten, sowie in den Mittleren Osten und in die Staaten Nordafrikas.

## Geschichte
Die Gesellschaft Sojaprotein wurde 1977 gegründet, konnte aber erst 1982 die regelmäßige Produktion aufnehmen. 2001 wurde das Unternehmen privatisiert und seit dem 17. März 2004 ist es an der Börse Belgrad im Index BELEX15 gelistet. Seit 2002 ist Sojaprotein ein Tochterunternehmen der serbischen Victoria Group.

## Aktivitäten
Sojaprotein hat eine Kapazität von 900 Tonnen Sojakeimen pro Tag. Produziert werden Sojamehle, Proteine aus Soja insbesondere in Form von Kügelchen oder Pulver für Lecithine, Sojaöl und jede Art von Nahrungsmitteln aus Soja insbesondere für die Lebensmittel-, Futtermittel- und Pharmaindustrie.